# James Clayton Flowers
James Clayton Flowers (* 25. prosince 1915) je americký válečný veterán z druhé světové války.

## Život
James Clayton Flowers se narodil 25. prosince 1915. V letech 1940–1945 sloužil jako pilot v afroamerické skupině Tuskegee Airmen. Po válce založil s manželkou Evelyn rodinu a začal pracovat jako školní učitel v New Yorku. Měli spolu dvě děti. Po odchodu do důchodu se on a jeho manželka přestěhovali do Nového Mexika.